# Thure Riefenstein
Thure Riefenstein (ur. 11 października 1965 w Langenau) – niemiecki aktor i reżyser, scenarzysta filmowy, teatralny i telewizyjny.

## Życiorys
Urodził się w Langenau w Badenii-Wirtembergii koło Ulm jako syn pielęgniarki i handlarza / cukiernika. Najpierw studiował elektrotechnikę w Monachium. W 1989 roku ukończył studia aktorskie na Akademii Sztuk Scenicznych w Ulm. Podczas nauki otrzymał tytułową rolę w komedii Carlo Goldoniego Il Bugiardo (Kłamaca) na scenie Städtischen Bühnen Münster. W późnych latach 80. grał inne role sceniczne.  
W 1991 Riefenstein przeniósł się do Londynu, a następnie do Nowego Jorku, gdzie grał także w teatrze. W 1992 roku przeprowadził się do Los Angeles i pobierał lekcje aktorskie w Actor Center International (ACI). Po powrocie do Niemiec związał się z Wahlheimat (1992) w Berlinie. Występował też w Theater des Westens i Schauspielhaus Hamburg. W 1993 roku przeniósł się do Berliner Ensemble. 
Jednocześnie zdobył doświadczenie przed kamerą w filmach w kraju i za granicą, w tym Najlepsi z najlepszych 4: Bez ostrzeżenia (The Best of the Best – Without Warning, 1998), nagradzanym filmie wojennym Ciemnoniebieski świat (Dark Blue World, 2001), dreszczowcu Wrogie przejęcia - Althan.com (Feindliche Übernahme – Althan.com, 2001), parodii Fausta Goethego – 666 - Nie ufaj nikomu, z kim śpisz! (666 – Traue keinem, mit dem du schläfst!, 2002). Później pojawił się w filmie science fiction Ainoa (2003) i dreszczowcu politycznym Sztorm na Bałtyku (Baltic Storm, 2003). 
Brał też udział w międzynarodowych filmach telewizyjnych, w tym Krzyżowcy (Die Kreuzritter, 2001), Julie, Chevalier de Maupin (2004), Jack Hunter i zaginiony skarb Ugaritu (2008) w roli łowcy skarbów Alberta Littmanna, Nierządnica (Die Wanderhure, 2010) jajo graf Dietmar von Arnstein i Schatten der Erinnerung (2010), a także w serialu Komisarz Lucas (Kommissarin Lucas, 2003-2008) jako komisarz Stefan Deuter. Wyreżyserował też filmy krótkometrażowe: Lonely Nights (1995) i God is no Soprano (2003).
Zamieszkał w Berlinie. W 2007 poślubił aktorkę Patricię Lueger. Mają syna Parisa.

## Filmografia

### Filmy fabularne
- 1998: Najlepsi z najlepszych 4: Bez ostrzeżenia (Best of the Best: Without Warning) jako Yunika Slava
- 1998: Serce i szpada (Il Cuore e la spada) jako Riol
- 2000: Maria Magdalena (Amici di Gesù - Maria Maddalena, Gli, TV) jako Sylwanus
- 2001: Ciemnoniebieski świat (Tmavomodrý svět) jako major Hesse
- 2003: Sztorm na Bałtyku (Baltic Storm) jako Mika Galt
- 2008: Ogień! (Fire!) jako Alan
- 2017: Utrzymanek (Kept Boy) jako gwiazdor popularnego TV show Farleigh Knock

### Produkcje TV
- 1995: Stefan Frank - lekarz znany i lubiany (Dr. Stefan Frank - Der Arzt dem die Frauen vertrauen) jako Alex
- 1998: Medicopter 117 (Medicopter 117 - Jedes Leben zählt) jako Paul Tamroff
- 1998: Baza Pensacola (Pensacola: Wings of Gold) jako major Dieter Rittman
- 2001: Kobra – oddział specjalny - odc. „Feralny kurs/Niebezpieczny kurs linii 834” (Todesfahrt der Linie 834) jako Dalhoff
- 2001: Krzyżowcy (Crociati) jako Andrew
- 2007: Kobra – oddział specjalny - odc. „Najgorszy wróg” (Todfeinde) jako Roman Zysen
- 2008: Jack Hunter i grobowiec Akenatena (Jack Hunter and the Quest for Akhenaten’s Tomb) jako Albert Littmann
- 2009: Jack Hunter i zaginiony skarb Ugaritu (Jack Hunter and the Lost Treasure of Ugarit) jako Albert Littmann
- 2009: Jack Hunter i Gwiazda Niebios (Jack Hunter: Star of Heaven) jako Albert Littmann
- 2014: Cecelia Ahern: Moje całe pół życia (My Whole Half Life) jako Rainer
- 2014: Rejs ku szczęściu: Podróż poślubna do Dubaju (Kreuzfahrt ins Glück: Hochzeitsreise nach Dubai) jako Dirk Körner